# Lesson (Awesome City Clubの曲)
「Lesson」（レッスン）は、日本のバンド Awesome City Clubが2015年1月16日にCONNECTONEからリリースした配信限定シングル。

## 解説
- メジャーデビューアルバム『Awesome City Tracks』リリースに先駆けて先行シングルとしてリリースされた、事実上のメジャーデビュー作。

## 収録曲
1. Lesson